# Ravne na Koroškem
Ravne na Koroškem (njemački:Gutenstein)) je grad i središte istoimene općine u sjevernoj Sloveniji. Ravne na Koroškem se nalazi u blizini granice s Austrijom, ovo je glavni grad u pokrajini Koruškoj i statističkoj regiji Koruškoj.

## Stanovištvo
Prema popisu stanovništva iz 2002. godine Ravne na Koroškem je imao 10.507 stanovnika, te je najveće naselje u slovenskome dijelu Koruške.

## Ime grada
Do 1952. godine grad se zvao Guštanj.

## Položaj
Grad se nalazi u raznolikom krajoliku donje  Mežiška Dolina, stisnut u široku dolinu, okružen bogatom šumom, a s južne strane stoji planina Uršlja Gora. To je najgušće naseljeni dio Koruške, gdje je grad Ravno već jedna urbana jedinica sa susjednim  Prevalje. Danas je grad Ravne administrativno, gospodarsko, obrazovno, sportsko i kulturno središte doline Meže.

## Povijest
Okružje grada Ravne bilo je naseljeno u antici, jer je kroz grad prolazila rimska cesta.
Na mjestu čeličane pronađene su rimske keramike, mozaički kamen, cigla i novac. Prvi put Ravne spominje se u 1248. kao Guttenstein, kao trgovište u 1317. U 14. stoljeću postaje Guštanj provincijsko kneževsko trgovište te osvaja pravo na četiri godišnja sajma i prikup sajamnine.
Od kraja 16. stoljeća, trgovište je imalo grb ii službeni pečat zelene boje, koji predstavlja stablo s tri krošnje. Trgovci su bili osobno slobodni, ali samouprava trgovišta nije bila savršena. Guštanj bio je obrtnički centar (postolari, kovači, lončari, bojači, slikari, rukavičari, klobučari). Krojački ceh u Guštanju u pogonu je od 1749. godine. U 16. i 17. stoljeću trgovište je dobilo pravo na do tri godišnja sajma koji pospješuju razvoj trgovine i obrta.
Počeci željezarstva sežu u 1620. godinu, nakon 1774. godine počela je već industrijska proizvodnja željeza, kada uz rijeku Mežu rade kovačnice i čavlićarske radnje. Godine 1807., tvornice Fužine kupili su grofovi Thurni koji su do kraja stoljeća proširili proizvodnju proizvoda od željeza i čelika. U 1848. u ugljenokopima i željezarskim radionicama u Guštanju, Prevaljama, Črni i Mežici radilo više od 1200 radnika. Godine 1863. grad je dobio željezničku poveznicu koja je omogućila brz gospodarski razvoj u drugoj polovici 19. stoljeća. Temelj za razvoj bio je čelik. Čak i prije Prvog svjetskog rata, visokokvalitetni čelik bio je prodavan na  Bliski Istok i Daleki Istok te Rusiju.

## Gospodarstvo
U ovom području postoji gotovo 400 godina stara tradicija obrade željeza. Železarna Ravne jednom je bila, ne samo ponos Slovenije, ali i Jugoslavije. Unatoč kolapsu u 1989 godine, Ravne so danas opet i dalje vodeći industrijski grad u Koruškoj te u Sloveniji. Na području bivše Železarne Ravne, postoji više od 200 različitih tvrtki, među kojima su najistaknutiji u smislu uspjeha i veličine:
- Metal Ravne
- Stroji Ravne
- Ravne Knives
- Petrol Energetika
- Sistemska Tehnika

U Ravnama je najveća industrijska zona u Koruškoj. Pored industrijske zone, to je i vrlo razvijena poslovna zona u kojoj svoje tvornice imaju neke poznate tvrtke:
- Slemensek
- Slatin

U posljednje vrijeme, turistička se industrija razvija u Ravnama, koja je trenutno u početku i ne postoji pravi način njihova marketinga.

## Sport
Grad Ravne je i sportsko središte Koruške, uvjeti za rekreaciju u gradu su nad prosjekom mnogo slovenskih gradova. Uz pomoć Železarne Ravne sagrađena je DTK (Dom tjelesne kulture), u kojem su zatvoreni bazen, sauna, fitnes, stolni tenis, dvije male moderne teretane i bowling. Uz DTK je stadion koji omogućuje vježbanje gotovo svih olimpijskih disciplina. Uz stadion je moderan olimpijski bazen s novim nogometnim igralištem s umjetnom travom. Iznad stadiona, nalazi se skijalište Poseka sa ski liftom koje ima dvije staze, a pravi se i umjetni snijeg. Park, u kojem se nalaze također i mnoge neautohtone vrste stabala, nudi brojne mogućnosti za opuštanje i rekreaciju. Tu su i 3 teniska terena, odbojka na pijesku, košarkaško igralište i malo nogometno igralište s umjetnom travom. Park također ima trim stazu.

## Vanjske poveznice
- Službena stranica općine
- Satelitska snimka grada  Arhivirana inačica izvorne stranice od 29. srpnja 2017. (Wayback Machine)